# Обшоронський джамоат
Обшоро́нський джамоат (тадж. Ҷамоати Обшорон) — джамоат у складі Шахрітуського району Хатлонської області Таджикистану.
Адміністративний центр — село Обшорон.
Населення — 8648 осіб (2015; 5460 в 2002).
До складу джамоату входять 3 села:
| Населений пункт | Стара назва      | Населення, осіб (2017) |
| --------------- | ---------------- | ---------------------- |
| Бінокор         | Паризька Комуна  | 3000                   |
| Ватан           | отд.№1 свх.Ватан | 3500                   |
| Обшорон         | -                | 2800                   |